# Z Storm
Série
S Storm
(2016)
Pour plus de détails, voir Fiche technique et Distribution.
Z Storm (Z風暴, Z Feng bao, litt. « Tempête Z ») est un thriller policier hongkongais réalisé par David Lam et sorti en 2014. C'est le premier volet de la série des Storm avant S Storm (2016), L Storm (2018), P Storm (2019) et G Storm (2021).
L'histoire tourne autour de l'enquête de la Commission indépendante contre la corruption de Hong Kong visant un fond de charité mouillé dans une escroquerie de type pyramide de Ponzi,.
Il totalise 15 millions $US au box-office chinois de 2016, ce qui est un résultat médiocre mais suffisant pour convaincre le producteur Raymond Wong Pak-ming de lancer une suite.

## Synopsis
William Luk (Louis Koo), inspecteur de la Commission indépendante contre la corruption, enquête sur un policier corrompu appelé Wong Man-bin (Gordon Lam), dont la femme a parlé à sa femme de sa fortune à l'origine inconnue. Wong est filmé par une caméra de surveillance en train de détruire des preuves récoltées lors d’une perquisition contre Law Tak-wing (Lo Hoi-pang), soupçonné de blanchiment d’argent.
Mais Wong et Law sont tous deux en mesure de répondre de leurs accusations et de la justesse des preuves, et leurs rôles dans un ensemble plus vaste de corruption émerge à mesure que le duo devient procureur et auditeur du magnat Malcolm Wu (Michael Wong) et du fonds de gestion alternative qu'il est en train de créer. Tout cela aura des conséquences sur les milliards de dollars que la ville de Hong Kong investit dans ses politiques de lutte contre la pauvreté. En menant l'enquête sur les suspects, Luk et ses collègues se frottent également à leurs supérieurs anxieux des conséquences politiques de leur quête.

## Fiche technique
- Titre original : Z風暴
- Titre international : Z Storm
- Réalisation : David Lam
- Scénario : Wong Ho-wah
- Production : John Chong (en)
- Société de production : Pegasus Motion Pictures (zh) et Sil-Metropole Organisation
- Pays d’origine :  Hong Kong
- Langue : cantonais, mandarin et anglais
- Format : couleur
- Genres : thriller, policier
- Durée : 92 minutes
- Date de sortie :
  - Hong Kong et Malaisie : 19 juin 2014
  - Singapour : 3 juillet 2014
  - Taïwan : 4 juillet 2014
  - Chine : 16 août 2014

## Distribution
- Louis Koo : William Luk
- Gordon Lam : Wong Man-bin
- Dada Chan : Angel Leung
- Michael Wong : Malcolm Wu
- Janelle Sing : Tammy Tam
- Lo Hoi-pang : Law Tak-wing
- Stephen Au (en) : On Tat
- Derek Tsang : Joe Ma
- Cheung Siu-fai : Yu Hung-sing
- Felix Lok (en) : Tsui Wai-king
- Liu Kai-chi : Cheung Keung
- Philip Keung : Ho Tak-wing
- Tony Ho : Stephen Shum
- Deno Cheung : Siu-leung
- Clement Tien : Pa
- Jenny Xu : Mme Luk
- Crystal Wang : Kong Wai-ling
- Rosanne Lui : la mère de Kong Wai-ling
- Alfred Cheung : Edmond Wai
- May Law : Fan Law Pui-fong
- Henry Fong : Tsang Yuk-ming
- Joe Cheung : Chan Chi-choi